# RV Araon
La RV Araon è una nave rompighiaccio di proprietà e gestione del governo della Corea del Sud. Completata nel 2009, serve la stazione King Sejong e la Stazione Jang Bogo, basi di ricerca della Corea del Sud in Antartide.
Ha effettuato le prove in mare nel gennaio 2010, nel Mare di Ross. Il suo primo porto di scalo all'estero è stato Lyttelton, in Nuova Zelanda.